# Condado de St. Clair (Alabama)
O Condado de St. Clair ou Condado de Saint Clair é um dos 67 condados do estado norte-americano do Alabama. De acordo com o censo de 2022, sua população é de 93.932 habitantes. O condado tem duas sedes: Ashville e Pell City e a sua maior cidade é Pell City. É um dos dois condados do Alabama e um dos 33 condados dos Estados Unidos a possuir mais de uma sede. O condado foi fundado em 1818 e recebeu o seu nome em homenagem a Arthur St. Clair (1737–1818), oficial do Exército Britânico na Guerra Franco-Indígena, que se estabeleceu na América e serviu como general no Exército Continental durante a Guerra de Independência dos Estados Unidos e foi o único governador do Território do Noroeste.

## História
O condado foi estabelecido em 20 de novembro de 1818, pela legislatura do Território do Alabama ao separar a região do condado de Shelby. A sede foi incorporada e nomeada Ashville em honra a John Ash. Em 1836, uma porção foi separada do condado para estabelecer os condados de Cherokee e DeKalb. Em 1866, após a Guerra Civil, a região nordeste do condado foi utilizada para a criação do Condado de Etowah.
Devido ao terreno relativamente elevado da região, nos limites sul dos Apalaches, os quais dividem o condado em uma diagonal leste-oeste, gerando dificuldades na administração e comunicação entre ambos os lados do condado, foi estabelecida uma segunda sede em Pell City para desenvolver melhor a administração do lado sudeste.

## Geografia
De acordo com o censo, sua área total é de 1690 km², destes sendo 1635,5 km² de terra e 54,5 km² de água.

### Condados adjacentes
- Condado de Etowah, nordeste
- Condado de Calhoun, leste
- Condado de Talladega, sudeste
- Condado de Shelby, sudoeste
- Condado de Jefferson, oeste
- Condado de Blount, noroeste

## Transportes

### Principais rodovias
- Interstate 20
- Interstate 59
- U.S. Route 11
- U.S. Route 78
- U.S. Route 231
- U.S. Route 411
- State Route 23
- State Route 34
- State Route 144
- State Route 174

### Ferrovias
- Alabama and Tennessee River Railway
- Norfolk Southern Railway

## Demografia
De acordo com o censo de 2022:
- População total: 93.932
- Densidade: 57,5 hab/km²
- Residências: 39.249
- Famílias: 33.218
- Composição da população:
  - Brancos: 86,7%
  - Negros: 10,4%
  - Nativos americanos e do Alaska: 0,4%
  - Asiáticos: 0,9%
  - Nativos havaianos e outros ilhotas do Pacífico: 0,1%
  - Duas ou mais raças: 1,6%
  - Hispânicos ou latinos: 2,6%

## Comunidades

### Cidades
- Ashville (sede)
- Leeds (majoritariamente nos condados de Jefferson e Shelby)
- Margaret
- Moody
- Pell City (sede)
- Springville
- Trussville (majoritariamente no condado de Jefferson)

### Vilas
- Argo (parcialmente no condado de Jefferson)
- Odenville
- Ragland
- Riverside
- Steele
- Vincent (parcialmente nos condados de Shelby e Talladega)

### Comunidades não-incorporadas
- Acmar
- Cooks Springs
- Cropwell
- Hill Number 1
- New London
- Pinedale Shores
- Prescott
- Sportsmen Lake
- St. Clair Springs
- Wattsville
- Whitney

### Antiga cidade
- Branchville (atualmente um bairro em Odenville)